# Maurice Caullery
Pour les articles homonymes, voir Caullery.
Maurice Jules Gaston Corneille Caullery est un zoologiste français, né le 5 septembre 1868 à Bergues et mort le 13 juillet 1958 à Paris. Son œuvre de scientifique comme son activité de pédagogue font de Maurice Caullery l’une des figures les plus importantes de la biologie française, de la première moitié du XXe siècle.

## Biographie
Son père, Jules Xavier Joseph (1826-1887), est un capitaine, ancien prisonnier de guerre durant la guerre franco-allemande de 1870, qui s'installe à Douai en 1877. C'est au Quesnoy puis à Douai que Maurice Caullery commence ses études. Il se présente, en 1897, à la fois à l'examen d'entrée de l'École polytechnique et à l'École normale supérieure, qu'il réussit tous deux. Mais la mort de son père, lui fait préférer l'École normale, où il est reçu premier. Il y suit les cours de zoologie d'Alfred Giard qui le convainc d'abandonner la physique et les mathématiques pour s'orienter vers les sciences naturelles et en particulier la zoologie. Il rencontre durant ses études un autre étudiant de Giard, Félix Mesnil, qui deviendra son beau-frère, son collaborateur et son ami.
Entre 1888 et 1890, il obtient sa licence en mathématiques, en physique et en histoire naturelle. En 1891, Mesnil et lui obtiennent l'agrégation de sciences naturelles  et reçoivent une bourse de voyage de 2 500 francs pour visiter les laboratoires de biologie allemands. Caullery séjourne  à Heidelberg dans le laboratoire d'Otto Bütschli qui vient de publier la partie consacrée aux protozoaires du Klassen und Ordnungen des Thier-Reichs de Heinrich Georg Bronn. Il rencontre, à Munich, plusieurs jeunes chercheurs dans le laboratoire de cytologie et de protozoologie de Richard Hertwig et de Karl Alfred von Zittel : Theodor Boveri qui travaille sur les œufs d'Ascaris, le cytologiste américain  Edmund Beecher Wilson et le norvégien Johan Hjort, qui se fera connaître en océanographie. À Iéna, il rencontre Ernst Haeckel. Dans le laboratoire de Berlin de Rudolf Leuckart et de Max Schultze, il rencontre Karl Heider et Eugen Korschelt, tous deux privatdozent. Il séjourne dans le laboratoire de Walther Flemming, fameux pour ses travaux sur la division cellulaire chez la salamandre, où il fait la connaissance de son assistant Friedrich Meves. À Amsterdam, il rencontre Max Carl Wilhelm Weber qui dirigera quelques années plus tard l'expédition océanographique du Siboga qui sera en partie étudiée par Caullery. À Prague, il rencontre Václav Vejdovsk˘ (1896-1977), à Utrecht, Ambrosius Arnold Willem Hubrecht et Theodor Wilhelm Engelmann, à Gand, Paul Pelseneer et à Liège, Charles Julin (1857-1930).
Il regagne Paris et rejoint Alfred Giard qui venait d'obtenir la chaire consacrée à l'évolution des êtres organisés à l'université de Paris. De son côté, Mesnil rejoint l'Institut Pasteur et l'équipe d'Élie Metchnikoff. Caullery travaille alors sur les ascidies qui est le sujet de sa thèse, Contributions à l'étude des Ascidies composées, qu'il soutient en 1895. En 1896, il est maître de conférences à Lyon, où il remplace Félix Le Dantec, et en 1901, il est maître de conférences à Marseille où il remplace Antoine-Fortuné Marion. Caullery se marie le 3 novembre 1900 avec Sabine Hubert, nièce d'Alix Payen et de Paul Milliet, union dont naîtront trois filles et un fils. Il se range aux côtés des défenseurs du capitaine durant l'affaire Dreyfus.
En 1903, Caullery rejoint l'université de Paris et le laboratoire d'évolution comme maître de conférences. Il séjourne à la station de biologie marine de Naples en 1904. En 1906, avec la collaboration de l'ingénieur agronome Albert Chappellier, ils publient la découverte d'une espèce de protozoaire : Anurosporidium pelseneeri,. En 1907, il est nommé professeur adjoint. Cette époque connaît une intense activité scientifique. L'essor de la biologie marine, avec la fondation des laboratoires de Roscoff et de Banyuls, les découvertes de nouveaux organismes marins comme en cytologie, les disputes entre Louis Pasteur et Félix-Archimède Pouchet ainsi qu'entre Marcellin Berthelot et Justus von Liebig. Alfred Giard occupe une place importante dans la biologie française, un peu équivalente à celle d'Ernst Haeckel en Allemagne. Il contribue à l'introduction en France de la théorie darwinienne. C'est à son instigation que son assistant Albert Chappellier en 1907 traduit et publie deux articles de Gregor Mendel. C'est également Giard qui incite un autre de ses élèves, [Marcel Landrieu, à écrire un livre intitulé Lamarck, le fondateur du transformisme, sa vie et son œuvre, qui paraît à l'occasion de l'anniversaire du centenaire de la parution de la Philosophie zoologique de Jean-Baptiste de Lamarck.
Maurice Caullery succède à Alfred Giard en 1909 à la tête de la chaire d'évolution des êtres organisés et à la direction du laboratoire de zoologie marine de Wimereux. Il participe également à la direction du Bulletin biologique de la France et de la Belgique. Il obtient, en 1923, que le laboratoire quitte les locaux exigus à côté du Panthéon pour s'installer rue Raspail. Durant la Première Guerre mondiale, le laboratoire de Wimereux est utilisé comme hôpital par l'armée australienne et rasé complètement par les Allemands durant la Seconde Guerre mondiale.
Maurice Caullery s'intéresse à de nombreux aspects de la biologie : la reproduction, l'hérédité, la régénération, l'embryologie, le parasitisme, la symbiose, etc. Il s'intéresse aux groupes zoologiques les plus divers comme les protozoaires, les crustacés parasites, les turbellariés parasites, les polychaetes et les ascidies. Il fait paraître la plupart de ses publications avec Félix Mesnil.
Ses cours sont réputés et s'appuient sur ses propres observations. Caullery voyage beaucoup et représente la zoologie française lors des manifestations scientifiques internationales. Il participe, en 1924, à la fondation des Presses universitaires de France (PUF) et fait partie du conseil d'administration. Il sera l'auteur, en 1941, du premier numéro de la collection Que sais-je ? intitulé Les Étapes de la biologie. En avril 1942, hostile à Pétain et partisan de De Gaulle, il est arrêté par la police allemande et incarcéré quelques jours à Fresnes.
Il se retire en 1939 et est remplacé par Pierre-Paul Grassé. Il est fait professeur honoraire en 1940.

## Distinctions
- 1899 : Membre correspondant de la Société des sciences mathématiques et naturelles de Cherbourg ;
- 1914 : Membre étranger de la Société tchèque des sciences ;
- 1915 : Président de la Société zoologique de France et de la Société de biologie ;
- 1920 : Membre honoraire étranger de l’Académie américaine des arts et des sciences ;
- 1928 : Membre de l'Académie des sciences et président en 1945 ;
- 1934 : Membre honoraire de la Boston Society of Natural Sciences ;
- 1948 : Membre étranger de la Royal Society ;
- Grand-croix de la Légion d'honneur
- Commandeur de l'ordre des Palmes académiques ;
- Commandeur de l'ordre de Léopold ;
- Correspondant étranger de la Société zoologique de Londres ;
- Membre étranger de la Société linnéenne de Londres qui le récompense de la médaille linnéenne en 1947 et de la médaille d'argent Darwin-Wallace en 1958 ;
- Docteur honoris causa des universités de St Andrews, Bruxelles et Madrid.

## Publications
- 1913 : Les problèmes de la sexualité, Flammarion, Bibliothèque de philosophie scientifique
- 1925 : Histoire des sciences biologiques.
- 1931 : Le Problème de l'évolution.
- 1933 : La Science française depuis le XVIIe siècle.
- 1935 : Les conceptions modernes de l'hérédité Flammarion, Bibliothèque de philosophie scientifique.
- 1939 : Les progrès récents de l'embryologie expérimentale Flammarion, Bibliothèque de philosophie scientifique.
- 1947 : Les Universités et la Vie universitaire aux États-Unis.
- 1955 : Génétique et hérédité, Paris, Puf